# Plagiopholis nuchalis
Plagiopholis nuchalis är en ormart som beskrevs av Boulenger 1893. Plagiopholis nuchalis ingår i släktet Plagiopholis och familjen snokar. Inga underarter finns listade i Catalogue of Life.
Denna orm förekommer i södra Kina i provinsen Yunnan, i östra Myanmar samt fram till norra Thailand och norra Vietnam. Kanske finns den även i Laos. Arten lever i kulliga områden och i bergstrakter mellan 250 och 1000 meter över havet. Plagiopholis nuchalis vistas i skogar. Andra släktmedlemmar är nattaktiva och har daggmaskar som föda. Antagligen har arten samma levnadssätt. Honor lägger ägg.
Beståndet hotas regionalt av skogsröjningar. Hela populationen antas vara stor. IUCN kategoriserar arten globalt som livskraftig.